# Proteste gegen die Unterbringung von Asylbewerbern in Freital

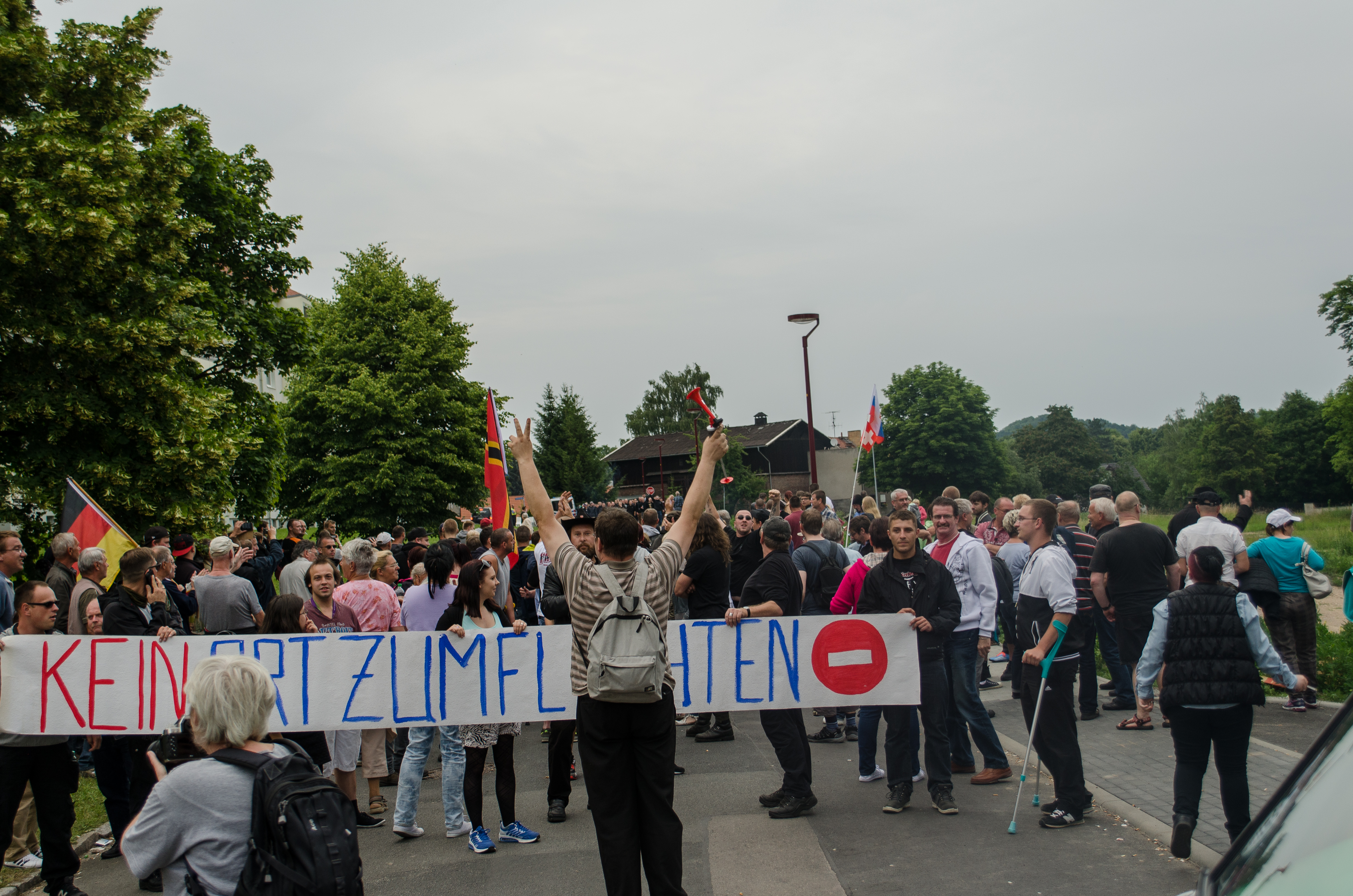
Teilnehmer des rassistischen Protestes am 26. Juni 2015

Proteste gegen die Unterbringung von Asylbewerbern in Freital fanden im Jahr 2015 statt. Bundesweit bekannt wurden die Demonstrationen ab dem 22. Juni 2015, als Freitaler und zugereiste Sympathisanten gegen die Unterbringung von Asylbewerbern in einem ehemaligen Hotel protestierten. Es demonstrierten und belagerten teilweise über 1500 Demonstranten den Gebäudekomplex.
Aus dieser Bewegung heraus rekrutierte sich die Gruppe Freital (Selbstbezeichnung als Bürgerwehr FTL/360 oder Bürgerwehr Freital). In Freital und Dresden kam es nach den Protesten wiederholt zu Sprengstoffanschlägen auf Asylunterkünfte und linke Politiker. Die Bundesanwaltschaft geht davon aus, dass die Anschläge von der Gruppe verübt wurden und ermittelte gegen Mitglieder wegen Bildung einer terroristischen Vereinigung. Insgesamt acht Mitglieder wurden wegen verschiedener Anschläge festgenommen und im November 2016 angeklagt.

## Hintergrund
Die rund 40.000 Einwohner zählende Stadt Freital liegt südwestlich der Landeshauptstadt Dresden. Aus der Kommunalwahl 2014 gingen die CDU und die Freie Wählervereinigung als stärkste Fraktionen hervor. Die Alternative für Deutschland erreichte 9,6 Prozent, die NPD 4 Prozent. In Freital gibt es nach Ansicht des Leipziger Politikwissenschaftlers Robert Feustel eine starke radikale Basis und ein breites Spektrum an rechts-konservativen Wählern. Er warf den Politikern in Freital vor, in den Monaten vor den Protesten das Stereotyp von „kriminellen Ausländern“ bedient zu haben, das anschlussfähig nach „rechtsaußen“ sei.

### Asylgegner
Ab Januar 2015 wurde in Freital gegen die Unterbringung von Asylbewerbern demonstriert. Häufiger Gast war Pegida-Gründer Lutz Bachmann. Seit März 2015 macht die Bürgerinitiative „Freital wehrt sich – Nein zum Hotelheim“ gegen die Unterbringung von Flüchtlingen mobil. Anführer der Gruppe ist der Freitaler René Seyfried. Er trat auch als Kandidat zur Oberbürgermeisterwahl an. Er erzielte 8,8 Prozent der Stimmen. Anfang Mai 2015 erklärte die Landesregierung auf eine Anfrage des Landtagsabgeordneten Lutz Richter (Die Linke), dass keine polizeibekannten Hooligans an den Demonstrationen der Bürgerinitiative beteiligt gewesen seien und der Verfassungsschutz des Landes die Bürgerinitiative auch nicht beobachte. „Es liegen keine Erkenntnisse über Verbindungen rechtsextremistischer Bestrebungen zu ‚Freital wehrt sich – Nein zum Hotelheim‘ vor“, hieß es von Seiten der Landesregierung.
Im gleichen Umfeld wie die BI agiert der Pegida-Ableger „Frigida“. Auf der Facebookseite „Frigida – unsere Stadt bleibt sauber – Freital ist frei“ organisiert sich diese Initiative und verwendet die Rhetorik der Pegida-Bewegung, welche die Medien als Lügenpresse zu diffamieren versucht.
Nach Übergriffen zweier marokkanischer Asylbewerber in der Buslinie 360 gründete sich eine Gruppe mit dem Namen „Bürgerwehr FTL/360“. Seitdem patrouillieren die Mitglieder angeblich regelmäßig in Freitaler Bussen, um „für Ordnung und Sicherheit zu sorgen“. Die Polizei beobachtete bei den Einsätzen zu den Demonstrationen vereinzelt Teilnehmer, die Kleidung mit der Aufschrift „Bürgerwehr FTL/360“ trugen. Nach Ermittlungen Ende 2015 fand im März 2016 eine Razzia gegen die „Bürgerwehr FTL/360“ statt.
Verschiedene Facebookgruppen sind aktiv auch nach den öffentlichen Protesten  (2016) und propagierten rassistische Haltungen. Sie trugen Titel wie „Bürgerinitiative Freital“, „Fries Tal – Freital ist und bleibt frei“ und „Widerstand Freital“ (in Anlehnung an die Bürgerwehr Freital).

### Willkommensbündnis
Im Gegenzug veranstaltete die „Organisation für Weltoffenheit und Toleranz Freital und Umgebung“ ab März 2015 Demonstrationen vor dem Flüchtlingsheim mit bis zu 250 Teilnehmern.
Ein Mann aus der Umgebung Freitals gründete den Blog „Perlen aus Freital“, auf dem er teilweise stark rassistische und faschistische Kommentare aus sozialen Netzwerken dokumentiert. Er sagte der FAZ, er wolle mit den veröffentlichten Klarnamen und Fotos den rechtsextremen Aussagen ein Gesicht geben und sie so greifbarer machen. Er hoffe, dass Familienmitglieder, Freunde oder auch Arbeitgeber der Personen auf den Pranger aufmerksam werden.

## Verlauf
Ab Januar 2015 gab es öffentliche Proteste gegen Asylsuchende und deren Unterbringung in Freital.
Der CDU-Bundestagsabgeordnete Klaus Brähmig wollte am 13. März im Gasthof „Zum Goldenen Löwen“ eine Veranstaltung zum Thema Asyl durchführen. Er musste sie wegen Drohungen absagen. Der Sächsischen Zeitung sagte er: „Die Polizei informierte mich, dass sie Bedenken hinsichtlich der Gewährleistung der allgemeinen Sicherheit hat“. Brähmigs Büro meldete, dass es im Internet massive Drohungen gegenüber der Veranstaltung gegeben hatte.
In den Monaten April und Mai 2015 zählte die Beratungsstelle für Betroffene rechter Gewalt der RAA Sachsen zehn Angriffe in der Stadt.  Ende März 2015 wurde ein Flüchtling in einem Bus attackiert und geschlagen. Mitte April 2015 wurde ein linker Politiker angegriffen, der sich für Asylsuchende engagierte. Am 20. April stellte die örtliche Polizei zwei stadtbekannte Neonazis mit einem Molotow-Cocktail direkt vor dem Flüchtlingsheim. Immer wieder wurden Steine auf die Unterkunft geschleudert. Ein Flüchtling erlitt durch die Splitter einer Fensterscheibe schwere Schnittverletzungen. Mindestens einmal detonierten Anfang Mai 2015 Feuerwerkskörper in der Unterkunft.
Drei Männer überfielen einen Marokkaner auf dem Weg zur Flüchtlingsunterkunft. Sie schlugen und traten ihn, bis er bewusstlos war. Er verbrachte mehrere Tage im Krankenhaus. Inzwischen ist der Marokkaner nach der Aufforderung der Ausländerbehörde freiwillig nach Italien ausgereist. Der RAA Sachsen sagte er vorher, die rassistische Aggressivität in Freital sei beispiellos. Er könne sich nicht vorstellen, jemals wieder nach Deutschland zu kommen.
Am 23. Mai kam es zu einem Überfall am Bahnhof Freital-Deuben. Eine Gruppe von mindestens zehn Neonazis ging auf einen Asylsuchenden los und prügelte auf ihn ein.
Am Montagabend, dem 22. Juni 2015, erreichten neue Flüchtlinge das Wohnheim. Sie waren von Gegnern der Unterkunft mit lautstarkem Protest und Drohungen empfangen worden. Bis zu 160 Asylgegner versammelten sich in den folgenden Wochen täglich vor dem Heim. Die Polizei Sachsen war mit ein bis zwei Hundertschaften vor Ort, die direkte Eskalationen verhindern konnten. Am Freitag, dem 28. Juni 2015, reiste eine größere Zahl von Rechtsextremisten aus Dresden an, um die Asylgegner aus Freital zu unterstützen.
Am 6. Juli 2015 wurde eine Bürgerversammlung zur Problematik einberufen. Schon zu Beginn der Versammlung protestierten Anwesende wütend, da nicht alle Interessierten in den maximal 280 Personen fassenden Veranstaltungssaal passten. Bei der Veranstaltung räumte Sachsens Innenminister Markus Ulbig Fehler bei der Kommunikation ein. Im Saal wurden durch die Anwesenden Unterstützer der Flüchtlinge niedergebrüllt. Einer Diskussionsteilnehmerin der „Initiative für Weltoffenheit und Toleranz Freital“ wurde während eines Redebeitrages das Mikrofon weggenommen. Viele Teilnehmer sagten, sie unterschieden zwischen „Kriegsflüchtlingen“, die willkommen seien, und „Wirtschaftsflüchtlingen“, die „nur aus ökonomischen Gründen“ kämen.
In der Nacht am 27. Juli 2015 explodierte das Fahrzeug eines Stadtratsmitgliedes. Zuvor hatte der Fahrzeughalter, der für die Fraktion Die Linke im Stadtrat sitzt, mehrere Drohungen erhalten, da er sich für die Asylbewerber in der Stadt einsetzt und Mitglied der „Organisation für Weltoffenheit und Toleranz Freital und Umgebung“ ist. Die Polizei vermutet einen rechtsextremistischen Hintergrund.
Mitte Juli 2015 wurden von der Künstlergruppe „Dies Irae“ (Tag des Zorns) als Ad-Busting-Aktion an zehn Bushaltestellen in Freital schwarz-weiße Poster mit Slogans gegen Rechtsextremismus angebracht. Die Plakate wurden nach kurzer Zeit durch die Betreiberfirma der Schaukästen entfernt.
Am 31. Juli 2015 demonstrierten 500 Menschen für eine humane Flüchtlingspolitik und gegen Rassismus in Freital. Aufgerufen hatte das Leipziger Bündnis „Refugees welcome“. Eine Sprecherin des Aktionsnetzwerkes sagte: „Die Hetze gegen Geflüchtete muss ein Ende haben.“ Der Demonstrationszug sollte auf dem Freitaler Neumarkt bei der Veranstaltung der Freitaler Organisation für Weltoffenheit und Toleranz seinen Abschluss finden. Die Veranstaltung des Freitaler Bündnisses musste dorthin verlegt werden. Eigentlich sollte ein Straßenfest am Leonardo-Hotel stattfinden, welches schon seit Längerem gemeinsam mit Asylbewerbern organisiert wurde. Am Tag vor dem Fest hatte das zuständige Landratsamt Sächsische Schweiz-Osterzgebirge alle für Freitag geplanten öffentlichen Versammlungen an der Asylbewerberunterkunft Am Langen Rain untersagt. Der Grund seien in den sozialen Netzwerken verbreitete Ankündigungen von Aktionen um das ehemalige Leonardo-Hotel, begründete das Landratsamt diese Entscheidung. Die Behörde sehe keine andere Möglichkeit als ein Versammlungsverbot, um die Sicherheit der Freitaler Anwohner und der Bewohner der Erstaufnahmeeinrichtung zu gewährleisten.
Rechtsextreme Gruppen aus dem Umfeld der „Bürgerwehr“ hatten gleichzeitig eine Veranstaltung am Leonardo-Hotel angekündigt. Geplant war ein Auftritt der Band „A3stus“. Gegen deren Mitglieder liefen Gerichtsverfahren wegen Volksverhetzung. Am 29. Juli 2015 wurde die Anmeldung komplett zurückgezogen und stattdessen auf der Facebook-Seite „Sachsen wach auf“ ein „Fackelmarsch“ in Richtung der Asylunterkunft angekündigt. Auch dieser wurde später aber wieder abgesagt.
Vor der Demonstration hatte die „Bürgerwehr FTL“ und die Gruppe „Widerstand Freital“ in den Sozialen Medien zu Gegenkundgebungen mobilisiert. „Die Linken“ wollen angeblich „alle Bars, Banken und Frisör Läden [sic] in Schutt und Asche legen“, hieß es laut Sächsischer Zeitung dort. Schon am Mittag versammelten sich kleine Gruppen aus dem Umfeld der „Bürgerwehr FTL“ vor einer Bar gegenüber dem Bahnhof Potschappel.
Die Demonstration konnte dank großem Polizeiaufgebot stattfinden. Freitaler Bürger pöbelten teilweise die Teilnehmer an. „Dass so ein Polizeiaufgebot eine friedliche antirassistische Demo schützen muss, zeigt, welche Probleme in Sachsen herrschen“, sage ein Sprecher bei der Demonstration. Mehr als 340 Polizeibeamte aus Sachsen, Thüringen, Brandenburg und die Bundespolizei waren im Einsatz.
Am Samstag, den 19. September 2015 wurden die Scheiben im örtlichen Büro der Partei Die Linke mit Böllern gesprengt. Die Polizei konnte keine Täter ermitteln. Zwischen dem 2. Oktober und 3. Oktober stiegen Unbekannte in die Räumlichkeiten ein und zerstörten Teile der Einrichtung, die Polizei nahm Ermittlungen auf.
Am 5. November wurden in Dresden und Freital mehrere Wohnungen durchsucht und vier Personen verhaftet. Anlass waren Sprengstoff- und Buttersäure-Anschläge u. a. auf eine Flüchtlingsunterkunft in Freital, wodurch zuvor ein syrischer Flüchtling im Gesicht verletzt worden war. Ziel der Polizeiaktion, bei der auch Sprengmittel und eine Hakenkreuzfahne sichergestellt wurden, war die „Bürgerwehr FTL/360“. Im November wurde durch den Generalbundesanwalt Anklage erhoben.
In Freital wurden in der Nacht zum 18. Dezember 2015 an mehreren Orten fremdenfeindliche Parolen an Häuser geschmiert. Darunter waren Aufschriften wie „Freital bleibt deutsch“, „No Asyl“ und die Drohungen „Rumberg töten“ und „Richter raus du ZIOT“. Die Drohungen richten sich gegen den Bürgermeister Freitals Uwe Rumberg (CDU) und den Linken-Stadtrat Michael Richter. Die Polizei Sachsen nahm Ermittlungen wegen der Verwendung von Kennzeichen verfassungswidriger Organisationen in Verbindung mit Aufforderung zu Straftaten auf.

## Gegendemonstrationen und Solidarisierung mit den Flüchtlingen
Zunächst waren die Demonstrationen gegen die fremdenfeindlichen Proteste nur gering besucht. Später positionierten sich rund 200 Menschen vor der Unterkunft, um von ihnen befürchtete Übergriffe seitens der rund 80 Asylgegner zu verhindern.
Gegendemonstranten berichten laut Zeit von Jagdszenen mit Baseballschlägern, von platten Autoreifen und von Verletzten durch Flaschenwürfe. An einer Tankstelle hatten Rechtsextreme in der Nacht von 24. auf den 25. Juni 2015 ein Auto von der Straße gedrängt und mit Baseballschlägern die Scheiben eingeschlagen, weil sie darin Unterstützer von Flüchtlingen vermuteten. Das Operative Abwehrzentrum der Polizei ermittelte wegen des Verdachts der gefährlichen Körperverletzung gegen mehrere Personen, die zum Teil der „Bürgerwehr FTL/360“ angehören. Durch Hinweise der Aktivisten konnte das Fahrzeug der Verdächtigen kurz darauf von der Polizei gestellt und kontrolliert werden. „Eine politisch motivierte Tat könne nicht ausgeschlossen werden“, berichtete die Sächsische Zeitung. Dies bestätigte sich im Nachgang des Geschehens.
Die Stadträtin Ines Kummer (Grüne) hatte nach eigenen Angaben Strafanzeige gegen mehrere Internetnutzer gestellt, die Kommentare in der Facebook-Gruppe „Freital wehrt sich“ veröffentlicht haben. Sie sei dort massiv bedroht worden, sagte sie dem Mitteldeutschen Rundfunk.

## Reaktionen
Die Lokalpolitik positionierte sich uneindeutig. Für Kritik sorgte die Haltung des neu gewählten Oberbürgermeisters Uwe Rumberg (CDU), der im Zusammenhang mit den Protesten den Integrationswillen und die Hilfsbedürftigkeit der Flüchtlinge bezweifelte. Er hatte einige Asylbewerber mit „Glücksrittern, die nach Deutschland kommen, um auf Kosten der Gemeinschaft ein sorgloses Leben ohne Gegenleistung zu führen“, verglichen. Bereits im Wahlkampf hatte er „Sanktionen gegen pöbelnde und gewalttätige Asylbewerber“ und Grenzen der Willkommenskultur gefordert.
Am 26. Juni kam Sachsens Ministerpräsident Stanislaw Tillich (CDU) für einen Rundgang durch die Unterkunft und ein Gespräch mit Kommunalpolitikern nach Freital. Er sprach davon, dass der „enorme Zustrom“ von Geflüchteten eine Herausforderung sei, doch völlig inakzeptabel seien „Drohungen, Hetze und Gewalt“ gegen jene, die sich für Flüchtlinge engagierten. Tillich räumte Fehler in der Kommunikation zuständiger Behörden ein, mit Aktivisten suchte er hingegen nicht das Gespräch.
Bundesjustizminister Heiko Maas (SPD) warnte: „Gewaltaufrufe gegen Flüchtlinge sind völlig inakzeptabel.“ Die Migrationsbeauftragte der Bundesregierung, Aydan Özoğuz (SPD), nannte die Lage in Freital „äußerst besorgniserregend“.
Frank Richter, Direktor der Sächsischen Landeszentrale für politische Bildung, sagte nach der Bürgerversammlung am 6. Juli 2015 über die grölenden Ausländerfeinde, man müsse sie „identifizieren, isolieren und ächten“.